# Yien Yieh Commercial Bank
La Yien Yieh Commercial Bank (chinois traditionnel : 鹽業銀行) était une banque Hongkongaise. Elle a été créée en 1915 par Zhang Zhenfang (chinois traditionnel : 張鎮芳), le cousin de Yuan Shikai, pour se spécialiser dans l'industrie du sel avec des fonds officiels sous supervision du gouvernement. La Yien Yieh Commercial Bank, la Continental Bank, la Kincheng Banking Corporation et la China & South Sea Bank étaient appelées les Quatre Banques du Nord dans les années 1920 en Chine.
En 1952, elle fut groupée dans ‘’l'Office des Banques Semi-publiques’’ avec 8 autres banques Chinoises. En 2001, elle fut fusionnée au sein de Bank of China (Hong Kong).

## Voir Aussi
- Quatre Banques du Nord